# Lazarus You Heung-sik

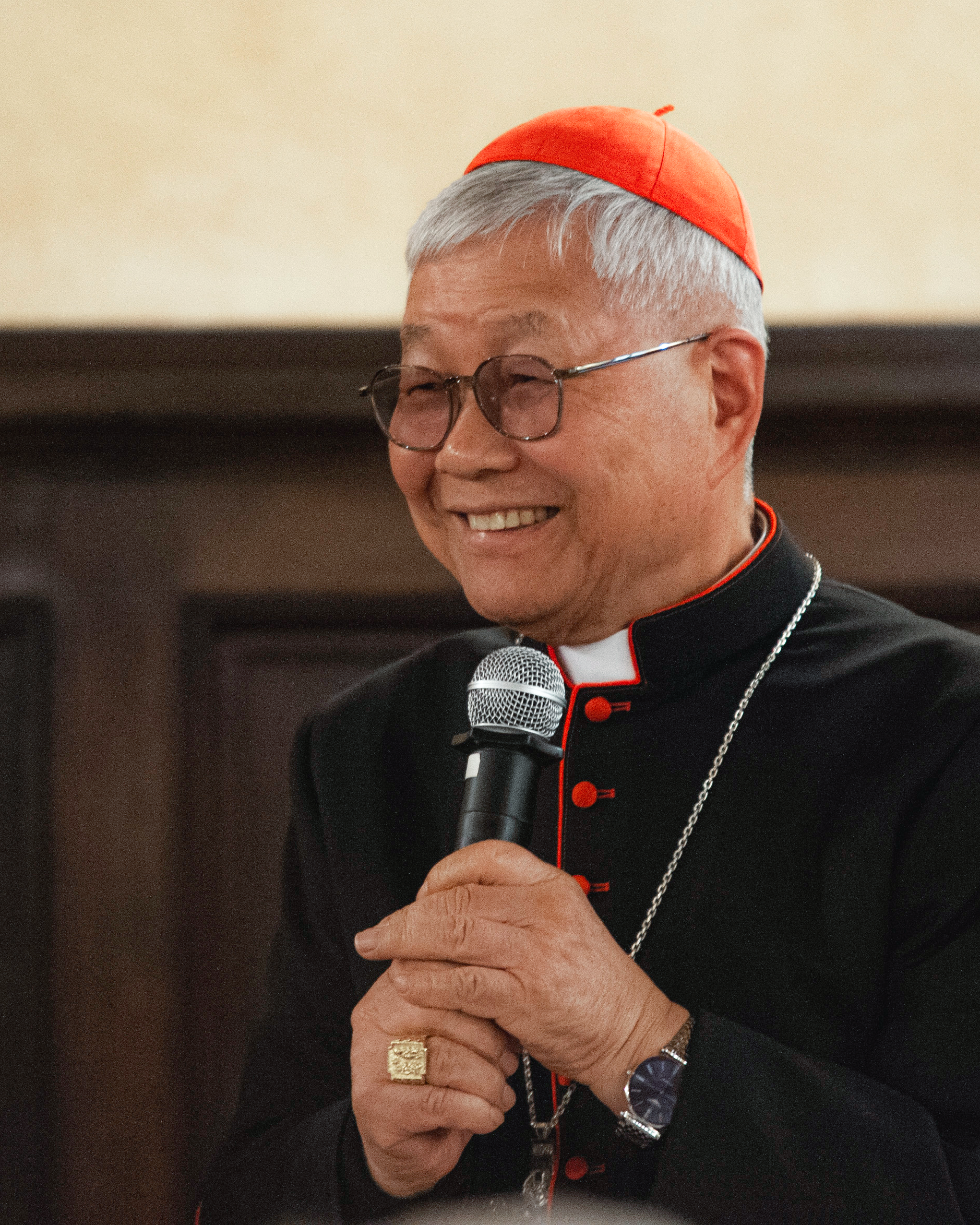
Lazarus Kardinal You Heung-sik (2023)

Kardinalswappen

Lazarus Kardinal You Heung-sik (kor. 유흥식, * 17. November 1951 in Nonsan) ist ein südkoreanischer Geistlicher, emeritierter römisch-katholischer Bischof von Daejeon und Präfekt des Dikasteriums für den Klerus.

## Leben
Lazarus You Heung-sik ließ sich 1967 taufen. Nach dem Schulabschluss an der Daegeon Middle and High School in Nonsan, trat er in das Priesterseminar in Seoul ein und studierte ab Februar 1969 Philosophie und Katholische Theologie an der Katholischen Universität von Korea. Von Februar 1972 bis September 1974 leistete Lazarus You Heung-sik seinen Militärdienst bei den Südkoreanischen Streitkräften. Anschließend setzte er seine Studien zunächst an der Katholischen Universität von Korea fort. Im Februar 1975 wechselte er nach Rom an die Päpstliche Lateranuniversität. Lazarus You Heung-sik empfing am 9. Dezember 1979 in Rom das Sakrament der Priesterweihe für das Bistum Daejeon. Er trat der Fokolarbewegung bei. Nach weiterführenden Studien wurde er 1983 an der Päpstlichen Lateranuniversität im Fach Dogmatik promoviert.

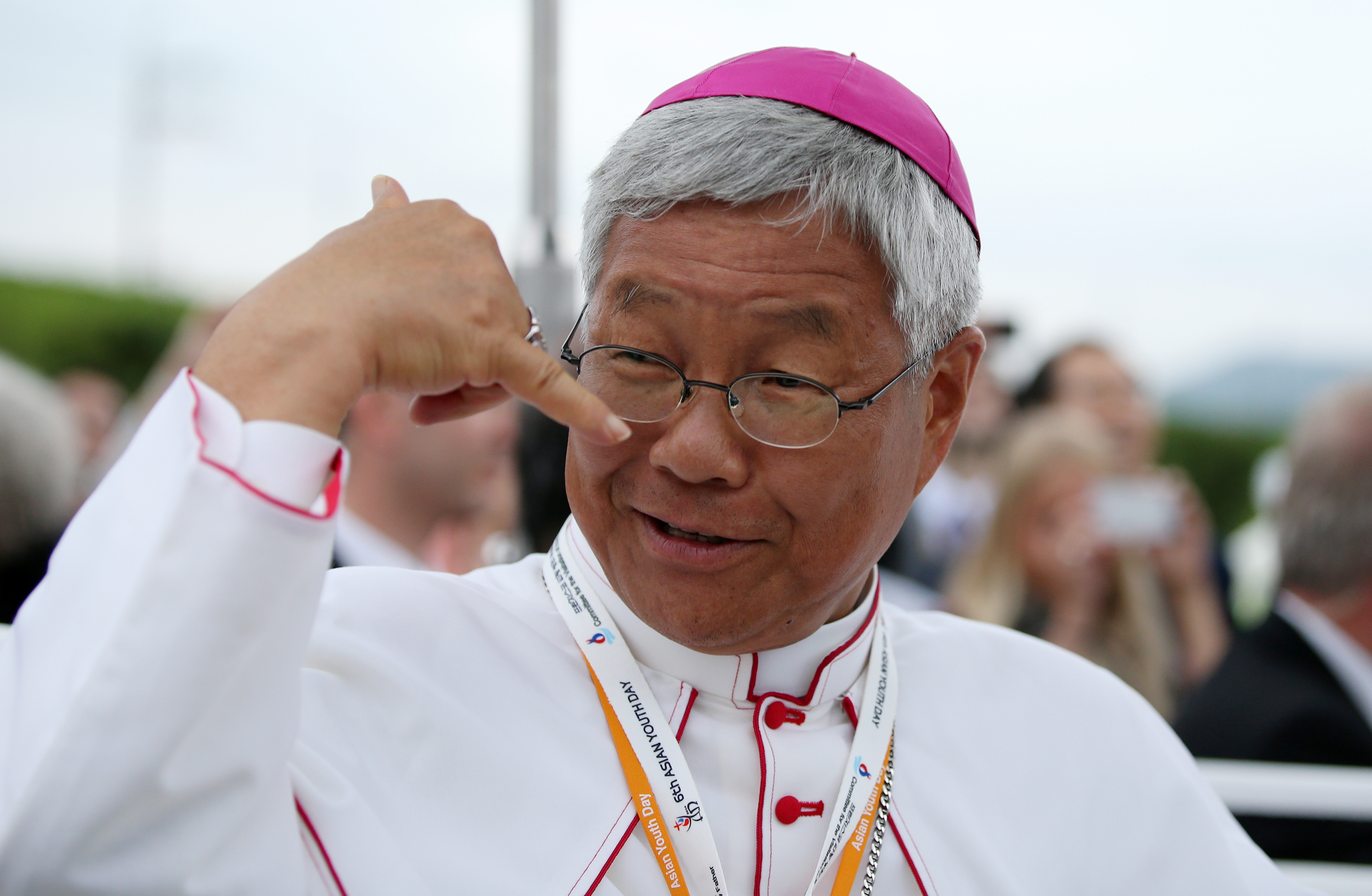
Lazarus You Heung-sik als Bischof von Daejeon (2014)

Nach der Rückkehr in seine Heimat war Lazarus You Heung-sik zunächst als Pfarrvikar an der Kathedrale Heilige Theresia vom Kinde Jesu in Daejeon tätig, bevor er 1984 Direktor des Solmoe Retreat House wurde. Von 1988 bis 1994 war er Direktor des Daejeon Catholic Education Center und ab 1989 zudem Verantwortlicher für die Pastoral im Bistum Daejeon. 1994 wurde Lazarus You Heung-sik Professor an der Katholischen Universität von Daejeon und 1998 deren Präsident.
Am 9. Juli 2003 ernannte ihn Papst Johannes Paul II. zum Koadjutorbischof von Daejeon. Der Bischof von Daejeon, Joseph Kyeong Kap-ryong, spendete ihm am 19. August desselben Jahres im Chang Mu Gymnasium in Daejeon die Bischofsweihe; Mitkonsekratoren waren der Weihbischof in Suwon, Mathias Ri Iong-hoon, und der Weihbischof in Seoul, Joseph Lee Han-taek SJ. Sein Wahlspruch Lux mundi („Das Licht der Welt“) stammt aus Joh 8,12 . 2004 vertrat Lazarus You Heung-sik die Koreanische Bischofskonferenz bei der VIII. Konferenz der Föderation der Bischofskonferenzen in Asien (FABC).
Am 1. April 2005 wurde Lazarus You Heung-sik in Nachfolge von Joseph Kyeong Kap-ryong, der aus Altersgründen zurücktrat, Bischof von Daejeon. 2005 wurde Lazarus You Heung-sik Präsident des Religions for Peace Committee in Chungnam und Daejeon sowie Präsident des Beirats der Daejeon Catholic Social Welfare Foundation. Zwischen 2005 und 2012 besuchte er vier Mal Nordkorea in seiner Funktion als Vorsitzender des Komitees für die Wohlfahrt der Koreanischen Bischofskonferenz. Am 15. August 2014 empfing er Papst Franziskus in Daejeon, der im Rahmen seiner Südkorea-Reise (14.–18. August 2014) im Daejeon-World-Cup-Stadion die Heilige Messe feierte und Jugendliche im Heiligtum von Solmoe traf. Lazarus You Heung-sik vertrat 2016 die Koreanische Bischofskonferenz bei der XI. Konferenz der Föderation der Bischofskonferenzen in Asien (FABC) in Colombo. 2018 nahm Lazarus You Heung-sik an der 15. ordentlichen Vollversammlung der Bischofssynode zum Thema Jugend, Glaube und Berufungsentscheidung teil. Im selben Jahr initiierte er anlässlich des 60-jährigen Bestehens des Bistums Daejeon die Aktion Sharing 100 Won a Meal zur Sammlung von Spenden an Bedürftige.
Am 11. Juni 2021 ernannte ihn Papst Franziskus ihn als Nachfolger von Beniamino Kardinal Stella zum Präfekten der Kongregation für den Klerus und verlieh ihm den persönlichen Titel eines Erzbischofs. Er trat sein Amt am 2. August 2021 an. In dieser Funktion ist Lazarus You Heung-sik zugleich Präsident der Interdikasterialen Kommission für die Ausbildung der Weihekandidaten. Er ist der erste Südkoreaner, der ein Dikasterium der Römischen Kurie leitet.
Im Konsistorium vom 27. August 2022 nahm ihn Papst Franziskus als Kardinaldiakon mit der Titeldiakonie Gesù Buon Pastore alla Montagnola in das Kardinalskollegium auf. Die Besitzergreifung seiner Titeldiakonie fand am 20. November desselben Jahres statt.

## Überdiözesane Aufgaben

### Römische Kurie
Lazarus You Heung-sik ist oder war Mitglied der folgenden Dikasterien der Römischen Kurie:
- Päpstlicher Rat Cor Unum (2007[12]–2012[3])
- Kongregation für die Evangelisierung der Völker (seit 2021[13]; seit 2022: Dikasterium für die Evangelisierung[14]; ab 2023 Mitglied der Sektion für die grundlegenden Fragen der Evangelisierung in der Welt[15])
- Kongregation/Dikasterium für den Gottesdienst und die Sakramentenordnung (seit 2022[16][14])
- Dikasterium für die Bischöfe (seit 2022[17])
- Dikasterium für die Kultur und die Bildung (seit 2023[18])
- Dikasterium für die Gesetzestexte (seit 2023)[19]
- Päpstliche Kommission für den Staat der Vatikanstadt (seit 2024)[20]

### Koreanische Bischofskonferenz
In der Koreanischen Bischofskonferenz hatte Lazarus You Heung-sik folgende Funktionen inne:
- Mitglied des Komitees für die missionarische Pastoral (März bis September 2004 und 2012–2014)
- Vorsitzender des Komitees für die Wohlfahrt (2004–2008)
- Mitglied des Komitees für die Sozialpastoral (2004–2012)
- Vorsitzender des Komitees für die Seelsorge für die Binnenemigranten (2008–2012)
- Mitglied des Sonderkomitees zur Förderung von Selig- und Heiligsprechungen (2009–2016)
- Vorsitzender des Komitees für die Jugendpastoral (2012–2014)
- Mitglied des Ständigen Rates und Direktor des Zentralrates der Katholiken in Korea (2014–2017)
- Vorsitzender der Kommission für Gerechtigkeit und Frieden (2014–2018)
- Vorsitzender des Komitees für die Sozialpastoral (2014–2021)
- Vorsitzender des Sonderkomitees zur Förderung von Selig- und Heiligsprechungen (2016–2021)
- Generalsekretär der Koreanischen Bischofskonferenz und Geschäftsführer des Zentralrats der Katholiken in Korea (2020–2021)
- Verantwortlicher für das Ausbildungszentrum „Emmaus“ (2020–2021)
- Verantwortlicher für das Pastoralinstitut der Koreanischen Bischofskonferenz (Mai bis Juni 2021)